# Портрет молодого человека с медальоном
«Портрет молодого человека с медальоном» — портрет неизвестного юноши кватроченто, приписываемый многими специалистами кисти Сандро Боттичелли. В руках у юноши — медальон с изображением святого (предположительно работа Бартоломео Булгарини). Портрет написан темперой на доске размером 58,7 на 38,9 см; слева обрезан.
Модель неизвестна, но изысканный покрой кафтана и крайне редкий в то время оттенок синего позволяют предположить, что изображённый принадлежал к одной из первейших фамилий Флоренции (например, Медичи). В прошлом авторство Боттичелли часто оспаривалось; Роберто Лонги приписывал его Франческо Боттичини. Картина датируется приблизительно 1480 годом (через пять лет после того, как Боттичелли создал другой портрет неизвестного с медалью).
Лондонский дилер Фрэнк Сабин обнаружил этот неизвестный ранее портрет в 1938 году висящим в гостиной валлийского поместья барона Ньюборо. Первый носитель этого титула в 1782—1791 годах жил во Флоренции с женой-итальянкой и привёз оттуда в окрестности Карнарвона ряд картин, среди которых, вероятно, была и эта. Сабин купил портрет за бесценок и в 1941 году перепродал его физику Томасу Мертону за пятизначную сумму.
В 1982 году наследники Мертона продали портрет на аукционе «Кристис» за 810 тысяч фунтов американскому миллиардеру Шелдону Солоу, который перевёз его в манхэттенскую художественную галерею Солоу-билдинг. В последующие годы портрет получил широкую известность и выставлялся в ведущих музеях мира (Метрополитен, Лондонская национальная галерея) как шедевр Боттичелли.
После смерти Солоу в ноябре 2020 года картина вновь была выставлена на продажу. На торгах «Сотбис» 28 января 2021 года картина была продана неназванному покупателю из России за $92,2 млн (что в 9 раз больше предыдущего рекорда на работы Боттичелли). Это рекорд цены на произведения «старых мастеров», за исключением Леонардо да Винчи.